# Међународни фестивал књиге Арсенал
Међународни фестивал књиге Арсенал (укр. Книжковий арсенал) је национални догађај који је основао Национални музеј уметности и културе Арсенал. Одржава се сваке године на пролеће у Кијеву, у Украјини.

## Историјат
Међународни фестивал књиге Арсенал први пут је одржан од 28. маја до 1. јуна 2011, а курирала га је Олга Жук. Намењен је уметницима и писцима. Годишње сто педесет украјинских издавача присуствује презентацијама, као и петсто писаца и уметника различитих дисциплина из преко педесет земаља.
Од 2017. године организатори бирају тему о којој ће дискутовати, као и са којом ће радови увек бити повезани.
Тема „Смех. Страх. Моћ” је изабрана поводом 175. годишњице објављивања „Енејиде” Ивана Котљаревског 2017, а фестивал је курирала Тетјана Терехова. Године 2018. је изабрана тема „Пројекат будућности”, а фестивал је курирала Вира Балдињук. Наредне године је изабрана тема „Суседство: Отворена дискусија”, а фестивал је курирала Вира Балдињук.
Тема „Оптимисти скептици” је изабрана за 2020. годину, а куратор је био Ростислав Семкив. Међутим, због пандемије ковида 19, десети фестивал је одложен за период од 26. до 30. маја 2021.